# Mary Benjamin
Mary Benjamin (Nurse) è una serie televisiva statunitense in 25 episodi trasmessi per la prima volta nel corso di 2 stagioni dal 1981 al 1982.
La serie seguì al film per la televisione Nurse del 1980 con gli stessi attori protagonisti tra cui l'attrice principale, Michael Learned, nel ruolo dell'infermiera Mary Benjamin del Grant Memorial Hospital di New York che, nel primo episodio della serie, torna a lavorare nell'ospedale dopo la morte del marito medico. La Learned vinse un Emmy nel 1982 per il suo ruolo.

## Personaggi
- Mary Benjamin (25 episodi, 1981-1982), interpretato da	Michael Learned.
- dottor Adam Rose (25 episodi, 1981-1982), interpretato da Robert Reed.
È un collega di Mary, la aiuta a reinserirsi nell'ospedale.
- Infermiera Toni Gillette (25 episodi, 1981-1982), interpretata da Hattie Winston.
- Infermiera Penny (25 episodi, 1981-1982), interpretata da Bonnie Hellman.
- Infermiera Betty LaSada (24 episodi, 1981-1982), interpretata da Hortensia Colorado.
- Joe Calvo (10 episodi, 1981-1982), interpretato da Dennis Boutsikaris.
- Chip Benjamin (4 episodi, 1981-1982), interpretato da Chris Marcantel.
È il figlio ribelle di Mary.
- Christine (3 episodi, 1981), interpretata da Elizabeth Perry.
- dottor Greg Manning (3 episodi, 1981-1982), interpretato da Rex Robbins.
- dottor Benson (2 episodi, 1981), interpretato da Peter Coffield.

## Produzione
La serie fu prodotta da Viacom Productions e girata  a New York. Le musiche furono composte da Charles Gross.

### Registi
Tra i registi della serie sono accreditati:
- Philip Leacock (3 episodi, 1981-1982)
- James Sheldon (3 episodi, 1981)
- Virgil W. Vogel (3 episodi, 1981)
- Seymour Robbie (2 episodi, 1981-1982)

## Distribuzione
La serie fu trasmessa negli Stati Uniti dal 1981 al 1982 sulla rete televisiva CBS. In Italia è stata trasmessa con il titolo Mary Benjamin.

## Episodi
| Stagione         | Episodi | Prima TV USA |
| ---------------- | ------- | ------------ |
| Prima stagione   | 6       | 1981         |
| Seconda stagione | 19      | 1981-1982    |